# 津山口站
津山口站（日语：／ Tsuyamaguchi eki */?）是位於岡山縣津山市津山口，西日本旅客鐵道（JR西日本）的津山線車站。

## 歷史
此站曾經是岡山縣北部中心前津山町的玄關口。當時車站位於在津山町南邊吉井川一河之隔的佐良山村（1941年起編入至津山市）內，在車站啟用時名為津山站。但是在1923年（大正12年），於福岡村內（在1929年，以津山町為中心，把町村合併並成立津山市）開設了現時的津山站，該處的利便性較高，而此站便改名為津山口站，而津山町的玄關口由此站遷移至現時的津山站。在1944年，中國鐵道被國有化前，此站成為中國鐵道與國有鐵道作備線（後來為姬新線支線）的邊界車站。
- 1898年（明治31年）12月21日 - 中國鐵道（日语：中鉄バス）本線岡山市站至此站開通，此站啟用。當時車站名為津山站。
  - 當時車站地址是岡山縣久米南條郡佐良山村（日语：佐良山村）北（日语：津山口）。
- 1900年（明治33年）4月1日 - 隨著久米郡（第二次）成立，車站地址變為岡山縣久米郡佐良山村北。
- 1923年（大正12年）
  - 8月1日 - 車站改名為津山口站。
  - 8月21日 - 國有鐵道作備線津山站至此站之間開通。
- 1929年（昭和4年）4月14日 - 路線名稱進行修訂，隨著作備西線啟用，作備線改名為作備東線。
- 1930年（昭和5年）4月1日 - 路線名稱進行修訂。隨著此站至津山站至新見站之間全線開通，作備東線改名為作備線。
- 1936年（昭和11年）10月10日 - 路線名稱進行修訂。隨著姬路站至新見站之間全線開通，作備線津山站至此站之間成為姬新線的支線。
- 1941年（昭和16年）2月11日 - 佐良山村編入至津山市，車站地址變為岡山縣津山市津山口（日语：津山口）。
- 1944年（昭和19年）6月1日 - 中國鐵道的鐵路部門被國有化，成為國有鐵道車站。當時，舊・中鐵本線與姬新線支線（津山站至此站之間）的區間，即津山站至岡山站之間成為津山線，此站成為國有鐵道津山線車站。
- 1971年（昭和46年）11月15日 - 成為無人車站。
- 1987年（昭和62年）4月1日 - 伴隨國鐵分割民營化，車站由西日本旅客鐵道（JR西日本）營運。

## 車站構造

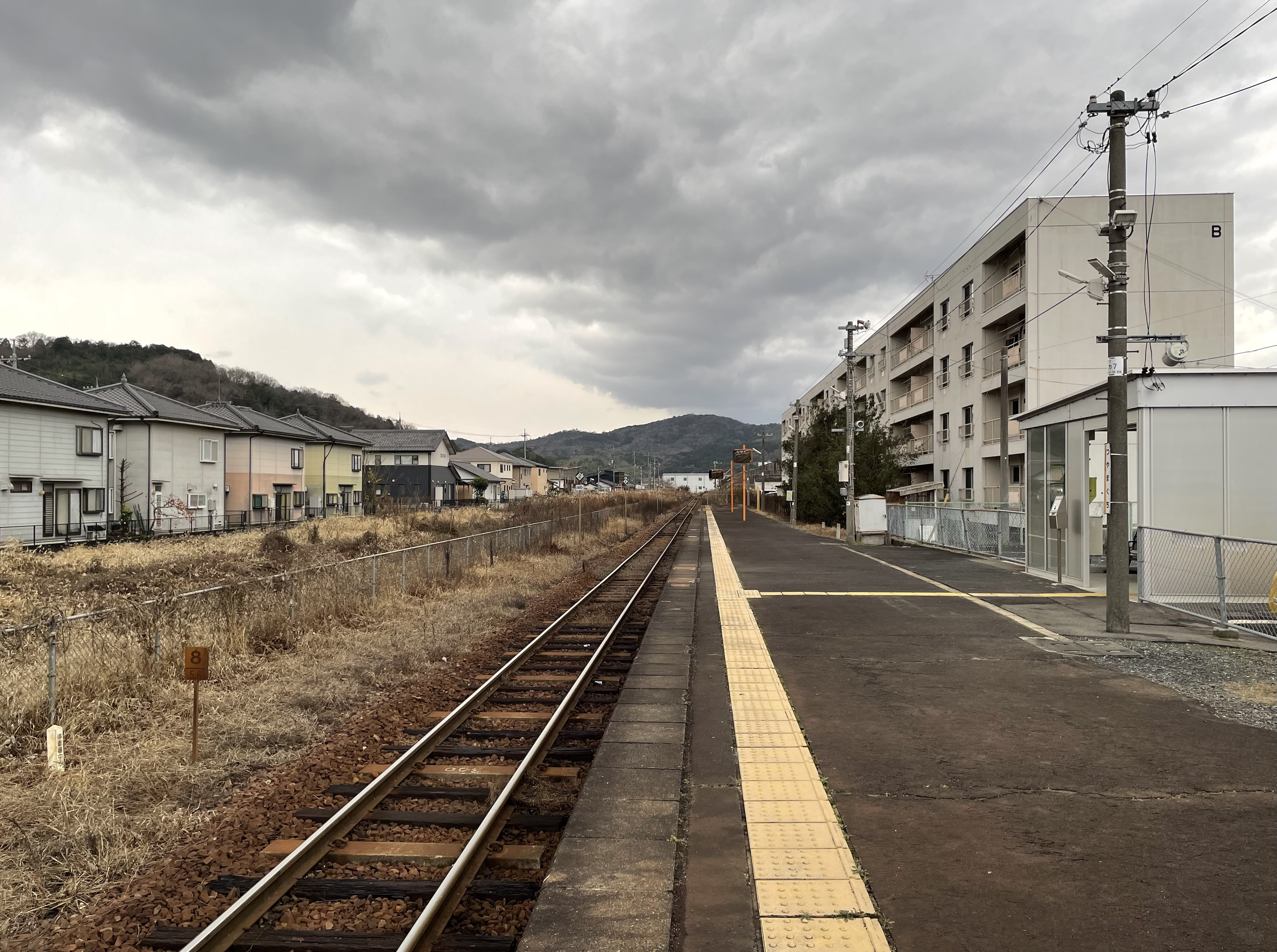
月台（2023年12月）

車站是一座地面車站，設有1面1線單式月台，前往津山方向的列車會開啟左邊車門。前往津山方向和岡山方向的列車使用同一月台。
曾經此站是中國鐵道的總站，因此當時設有2面3線的月台，車站範圍也較大。現時還有部分月台遺蹟。
此站是由津山站管理的無人車站，沒有自動售票機等設備。此站只有候車室。車站出入口直接連接月台。

## 使用狀況
以下為近年1日平均乘車人次列表：
| 乘車人次變化 | 乘車人次變化    |
| 年度         | 1日平均乘車人次 |
| ------------ | --------------- |
| 1999         | 43              |
| 2000         | 35              |
| 2001         | 29              |
| 2002         | 28              |
| 2003         | 32              |
| 2004         | 30              |
| 2005         | 28              |
| 2006         | 23              |
| 2007         | 27              |
| 2008         | 26              |
| 2009         | 29              |
| 2010         | 21              |
| 2011         | 20              |
| 2012         | 24              |
| 2013         | 19              |
| 2014         | 22              |
| 2015         | 21              |
| 2016         | 20              |
| 2017         | 19              |
| 2018         | 22              |

## 車站周邊
車站周邊都是住宅區。站前設有迴旋路。
- 津山口郵局
- 積善醫院
- 卸賣團地
- 丸井（日语：マルイ (岡山県)）
- 兩備控股公司（日语：両備ホールディングス）

## 相鄰車站
西日本旅客鐵道（JR西日本）
 津山線
■快速「壽」（津山站至岡山站之間快速列車）
通過
■快速「壽」（福渡站至岡山站之間快速列車）、■普通
津山－津山口－佐良山

## 注腳
1. ↑  .   [2019-10-11]. （原始内容存档于2020-11-25） （日语）.
2. ↑  岡山縣統計年報

## 外部連結
- 津山口｜車站資訊：JR出門網 - 西日本旅客鐵道（日語）